# Sinalco
Sinalco è una bevanda analcolica, alla frutta, creata nel 1902 il cui nome attuale è nato nel 1905 dallo psicoterapeuta tedesco Friedrich Eduard Bilz. Antesignano dei moderni soft drink, è la più antica bevanda analcolica d'Europa ancora in commercio.

## Storia
Nel 1902, Friedrich Eduard Bilz creò una bevanda rinfrescante senza alcool che chiamò "Bilz Brause". Prodotta su larga scala da Franz Hartmann  di Detmold, la "Bilz Brause" conobbe un successo tale che le contraffazioni si moltiplicarono. Nel 1905 Friedrich Eduard Bilz decise allora di darle un nuovo nome che potesse essere oggetto di tutela. In seguito ad alcuni concorsi tra la clientela, fu scelto il nome "Sinalco" che deriva dall'espressione latina "sine alcohole" (senza alcool).
Dal 1907 Sinalco parte alla conquista del mondo, in particolare dell'America del sud e del Medio Oriente. Nel 1937 viene creato il punto rosso che caratterizza il suo marchio.  Per il cinquantesimo anniversario della sua creazione è stata creata una bottiglia dalla forma caratteristica.
Nel 1994 i diritti del marchio sono stati acquisiti dal gruppo Hövelmann (con sede a Duisburg). Sinalco ha festeggiato i suoi cento anni nel 2005. È una bevanda consumata in 85 paesi.

## Oggi
Oltre al prodotto originario, in vendita dal lontano 1905, Sinalco ha oggi diversi gusti sul mercato: arancia, limone, cola, pompelmo, frutti di bosco; di essi esistono anche alcune versioni Light (senza zucchero).